# Detlef Kraus
Detlef Kraus (Hamburg, 30 november 1919 - aldaar, 7 januari 2008) was een Duits klassiek pianist. Hij stond internationaal bekend als interpretator van de muziek van Johannes Brahms.
Kraus gaf zijn eerste concert op 16-jarige leeftijd met een uitvoering van het Wohltemperierte Klavier van Johann Sebastian Bach. Later in zijn leven kwam de nadruk te liggen op de muziek van Brahms. Hij voerde vele malen diens concerten uit onder dirigenten als Ferenc Fricsay, Rafael Frühbeck de Burgos, Eugen Jochum, Hans Knappertsbusch, Joseph Keilberth, Kurt Masur, Wolfgang Sawallisch, en Hans Schmidt-Isserstedt, tijdens optredens in New York, Tokio, Londen en Berlijn.
Vanaf 1982 was hij voorzitter van de Johannes-Brahms-Gesellschaft in Hamburg, alwaar hij de eerste Brahms Competitie voor pianisten organiseerde. Hij gaf les aan het Conservatorium van Osnabrück en op de Folkwanghochschule in Essen. Kraus publiceerde vele artikelen over Brahms. Daarnaast verzorgde hij vele masterclasses in diverse landen, en was hij regelmatig te zien als jurylid bij vele grote pianoconcoursen.
Kraus stierf op 7 januari 2008 op 88-jarige leeftijd aan een hartaandoening.

## Prijzen
- Brahms-Prijs van de stad Hamburg (1975)
- Brahms-Prijs van de Brahms Society in Sleeswijk-Holstein (1997)